# دختر چینی (فیلم ۱۹۸۷)
دختر چینی (انگلیسی: China Girl) یک فیلم مستقل نئو-نوآر در ژانر رمانتیک و دلهره‌آور به کارگردانی ایبل فرارا محصول سال ۱۹۸۷ کشور ایالات متحده آمریکا است.